# 松山县 (辽朝)
松山县，中国古县名。
辽朝时为松山州属县。金朝时废松山州。元朝中统三年（1262年），升为松州，存松山县。至元二年（1265年），省松山县入松州。治所在今河北省平泉县故大宁城西北。